# Порфирий (Марудас)
Архиепи́скоп Порфи́рий I (греч. Αρχιεπίσκοπος Πορφύριος Α΄, в миру Панайо́тис Мару́дас, греч. Παναγιώτης Μαρούδας; 1831, деревня Килиоменос, Закинф — 16 июля 1909, остров Хиос) — иерарх Иерусалимской православной церкви; с 1885 по 1904 годы — предстоятель автономной Синайской православной церкви с титулом Архиепи́скоп Сина́йский, Фара́нский и Раи́фский.

## Биография
В раннем возрасте поступил в Монастырь Святой Екатерины на горе Синай.
Был рукоположён в сан иеродиакона митрополитом Исидором. Управлял подворьями Синайского монастыря в Киеве (Контрактовая площадь, 2), в Молдавии и Константинополе.
21 августа 1885 года был хиротонисан во епископа Иерусалимским патриархом Никодимом.
Проживал на подворье Синайского монастыря «Джувани» в Каире, откуда управлял делами монастыря при помощи дикея и собора старцев.
Отличался высокими нравственными, дипломатическими и деловыми качествами.
Ушёл на покой 24 апреля 1904 года по состоянию здоровья. Скончался в 1909 году на Хиосском подворье Синайского монастыря.